# Forn de Raimundo
El forn de Raimundo és una obra de la Sénia (Montsià) inclosa a l'Inventari del Patrimoni Arquitectònic de Catalunya.

## Descripció
Forn de pa de llenya, situat al carrer Major. El forn té forma circular amb falsa cúpula. Fet amb maçoneria emblanquinada, i situat a l'interior d'un espai quadrat amb parets també de maçoneria, hi ha entre una paret i l'altra un passadís d'un metre a tot el voltant. La boca del forn, situada a l'exterior, té al seu davant un fumeral rectangular. La boca del forn, situada a l'exterior, té al seu davant un fumeral rectangular. La boca, d'un metre quadrat, té una porta de ferro accionada amb una maneta, al seu costat hi ha una petita porta també de ferro per veure l'interior.

## Història
Aquests tipus de forn en l'actualitat estan en desús si bé encara en queda algun. Aquest forn fou bastit l'any 1860 com consta a l'entrada damunt la llinda i va funcionar fins als anys 60.